# تلفزيون آيشي برودكاستين
أيشي البث التلفزيوني كو.، إل تي دي. (الاسم المختصر: TVA، (باليابانية: テレビ愛知株式会社، بالروماجي: Terebi Aichi Kabushiki Gaisha)) هي محطة التلفزيون في ناغويا، اليابان. كما هي معروفة  «التلفزيون أيشي». وهي شبكة محطة التلفزيون من TXN.

## البث

### التناظرية (11/07/24 نهاية التاريخ)
JOCI-TV (1983/09/01-11/07/24)
- ناغويا: قناة 25
- تويوهاشي: قناة 52

### الرقمية
JOCI-DTV (2003/12/01)
- معرف القناة 10
- ناغويا: قناة 23
- تويوهاشي: قناة 26

## برامج (مرات في جي إس تي)

### الآن على الهواء
- علاج الجميلة (18:00) - صور رمزية مسلسل تلفزيوني بثت على اليابان
- إيكاتسو! (18:30) - صور رمزية مسلسل تلفزيوني بثت على اليابان
- نوغيزاكا تتي، دوكو؟ (24:00) - عرض متنوعة، بثت على اليابان
- بريبارا (10:00) - صور رمزية مسلسل تلفزيوني بثت على اليابان
- ناروتو - صور رمزية مسلسل تلفزيوني بثت على اليابان

### الماضي

#### في آيتشي
- باكوشو تشوكويونو بيني هيل عرض (爆笑直輸入ベニーヒルショー) - تبثه بيني هيل عرض
- أوزو نو كوسبلاي مونوغاتاري (大須のコスプレ物語) - ميزات كوزبلاي في ناغويا
- الأخبارالواسعة مايو! (ニュース&ワイド マイユウ!) - برنامج الأخبار المحلية
- ياتوكاميت تانتيدان (やっとかめ探偵団) - الكوميديا و الغموض الأنمي التي وضعت في ناغويا

#### في جميع أنحاء اليابان
- على بابارا الجيش (突撃!パッパラ隊) - صور رمزية مسلسل تلفزيوني
- شين [[[:ja:神八剣伝|神八剣伝]]] هاكيندين (神八剣伝) - صور رمزية مسلسل تلفزيوني
- سايبورغ كورو-تشان (サイボーグクロちゃん) - صور رمزية مسلسل تلفزيوني
- غيوتين ناينجين باتسيلوور (仰天人間バトシーラー) - صور رمزية مسلسل تلفزيوني
- طوكيو ميو ميو (東京ミュウミュウ) - صور رمزية مسلسل تلفزيوني
- لحن الحورية (マーメイドメロディー ぴちぴちピッチ) - صور رمزية مسلسل تلفزيوني
- محول الغلاكسي القوي (トランスフォーマー ギャラクシーフォース) - صور رمزية مسلسل تلفزيوني
- بووو المشاهير-كلب دعنا نذهب! تيتسونوشين (ワンワンセレプー それゆけ!徹之進) - صور رمزية مسلسل تلفزيوني
- مادان سينكي رويوكيندو (魔弾戦記リュウケンドー) - توكوساتسو
- توميكا البطل: قوة الإنقاذ (トミカヒーロー レスキューフォース) - توكوساتسو
- توميكا البطل: الإنقاذ الناري (トミカヒーロー レスキューファイアー) - توكوساتسو
- العاصمة الثاني: دا كابو II (D.C.II ~ダ・カーポII~) - صور رمزية مسلسل تلفزيوني
- ديلتورا كويستت (デルトラクエスト) - صور رمزية مسلسل تلفزيوني
- بطاقة المستقبل بوديفايت (フューチャーカード バディファイト) - صور رمزية مسلسل تلفزيوني
- خلع نادي
- باور رينجرز شركة ماغافورس

## غيرها من محطات التلفزيون في ناغويا
- طوكاي التلفزيون (東海テレビ)
- تشوكيو التلفزيون (中京テレビ)
- سي بي سي (中部日本放送)
- ميتيلي (メ～テレ)

## الموقع
- الموقع الرسمي